# Håkan Hallander
Knut Ivar Håkan Hallander, född 21 december 1933 i Jönköpings Sofia församling, Jönköpings län, är en svensk författare och översättare.

## Biografi
Håkan Hallander bor i Lund. Han är filosofie doktor från Lunds universitet, museichef och sedermera författare och självhushållare. Han skrev boken Husdjur till husbehov 1978 (andra omarbetade upplagan 1991) och Svenska Lantraser som kom ut 1989 och handlar om lantrasernas bevarande. Han kläckte genbanksidén. Hallander var också med och startade flera av de ideella föreningar vars målsättning är att bevara våra lantraser.
Hallander har varit verksam inom Svenska Naturskyddsföreningens Projekt Varg.

## Priser och utmärkelser
- Årets Pandabok (barnboksklassen) 1985
- Den Biologiska Mångfaldens Pris 2011[6]